# Ботанический сад Петрозаводского государственного университета
Ботани́ческий сад Петрозаво́дского университе́та основан в 1951 году на северо-восточном берегу Петрозаводской губы Онежского озера, имеет площадь 367 га, является особо охраняемой природной территорией и относится к числу наиболее северных интродукционных пунктов России. Сад расположен в подзоне средней тайги, на пределе границ естественного распространения многих древесных видов, что делает его связующим звеном между северным Полярно-альпийским и Санкт-Петербургскими ботаническими садами в проведении ступенчатой акклиматизации растений, имеющих значение для лесного хозяйства, ландшафтной архитектуры и северного плодоводства. В 2009 году в коллекциях было представлено 1185 видов и культиваров сосудистых растений.

## Целевое назначение и деятельность Ботанического сада
- Коллекции и экспозиции Ботанического сада формируются в целях сохранения разнообразия и обогащения растительного мира.
- Сад принимает активное участие и обеспечивает учебную, научную и просветительскую деятельность в области ботаники и охраны природы, экологии, растениеводства и селекции, декоративного садоводства и ландшафтной архитектуры. Здесь проходит учебная и производственная практика и научно-исследовательская работа студентов эколого-биологического, лесоинженерного, агротехнического, медицинского и других факультетов университета, проводятся учебные занятия для учителей и школьников Карелии, экскурсии для жителей города и туристов.

Научные исследования проводятся по следующим направлениям:
- разработка теоретических основ и методов сохранения генофонда растений природной и культурной флоры Карелии, повышение разнообразия культурной флоры путём интродукции новых хозяйственно-полезных растений;
- создание научно-образовательных информационных ресурсов по сформированным коллекциям и растениям, произрастающим на природных территориях Ботанического сада;
- разработка и внедрение новых информационных технологий для решения проблем инвентаризации генетических ресурсов растений и координации коллекционной деятельности ботанических садов Российской Федерации.

## История

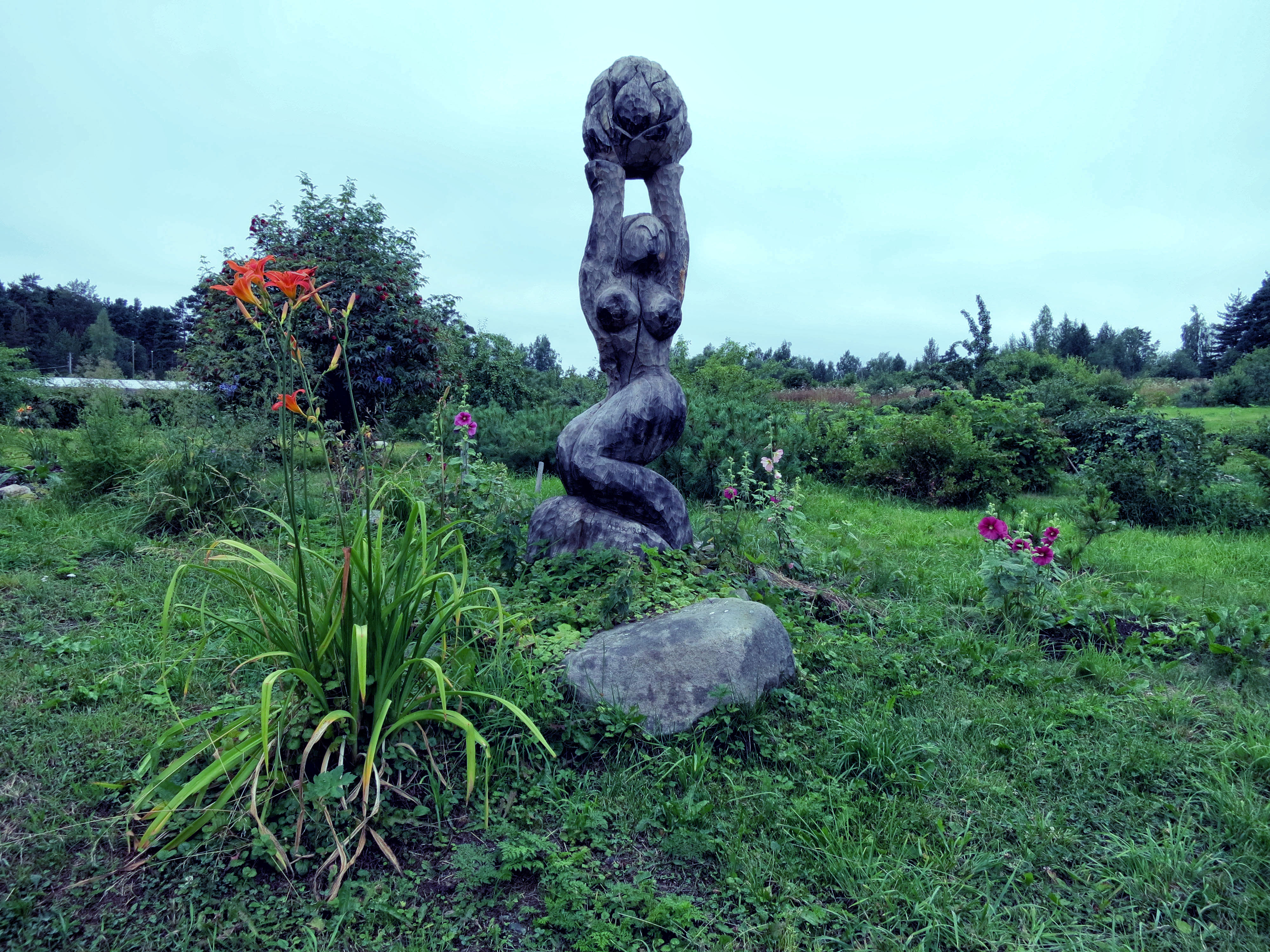

Вопрос о создании Ботанического сада в Петрозаводске стал рассматриваться в 1944 году. После возвращения Карело-Финского университета из Сыктывкара, куда он был эвакуирован на время войны, возникла необходимость в создании научно-производственной базы, где могли бы проходить практики студентов биологического факультета, а также вестись работы по озеленению территории города. В обсуждении этой проблемы принимали участие как преподаватели кафедры ботаники, так и сотрудники Карело-Финского отделения АН СССР и представители Ботанического института АН СССР.
Постановление Совета Министров РСФСР и решение Петрозаводского городского Совета депутатов трудящихся об отводе земельного участка размером в 14 га было принято 1 февраля 1951 года. Будущий ботанический сад решено было разместить на базе Соломенского лесопильного завода на северном берегу Петрозаводской губы Онежского озера.

### Организационный период
Первым директором сада стал доцент кафедры химии Михаил Васильевич Иванов. Был создан Совет сада, определивший его структуру, планировку территории и пути развития.
Первоначальная структура сада, утверждённая Советом сада в 1951 году, включала следующие отделы:
- Дирекция;
- Отдел интродукции;
- Отдел селекции;
- Отдел размножения;
- Отдел древесных растений (дендрарий);
- Отдел плодово-ягодных культур;
- Отдел декоративных и лекарственных травянистых растений;
- Семенная лаборатория;
- Группа защиты растений;
- Группа пропаганды;
- Группа организации и проведения экскурсий;
- Метеорологический пункт;
- Учебные кабинеты по ботанике и физиологии растений.

На территории были выделены участки под ботанические экспозиции (древесных, плодово-ягодных, травянистых растений), парковая часть, экспериментальные участки, коллекционные участки, питомники и маточные плантации, защитные насаждения. Немало места занимала и хозяйственная территория (здания, склады, водопроводная сеть и т. д.).
Посадочный и посевной материал на первых порах сад получал из Ленинграда (Красносельский декоративный питомник, Пушкинский плодово-ягодный питомник), Москвы (Тимирязевская сельскохозяйственная академия, Главный ботанический сад), Липецка, Риги, Сортавалы, Барнаула (Алтайская селекционная станция), Апатит (ПАБСИ), Пензы и других интродукционных центров. В 1953 году состоялась экспедиция в Приладожье (по окрестностям города Сортавалы и острову Валаам), ощутимо пополнившая запасы посадочного материала сада, а также состав интродуцентов.
Дендрологическая коллекция с самого начала формировалась по географическому принципу: были выделены отделы европейской, азиатской и американской флоры. Опыты А. С. Лантратовой и Н. С. Чехониной позволили пополнить коллекцию гибридными формами лиственниц, а также семенами, созревшими уже в условиях сада. Впоследствии на базе созданной коллекции А. С. Лантратова написала определитель «Деревья и кустарники Карелии» (издан в 1991 году).

### Современный период

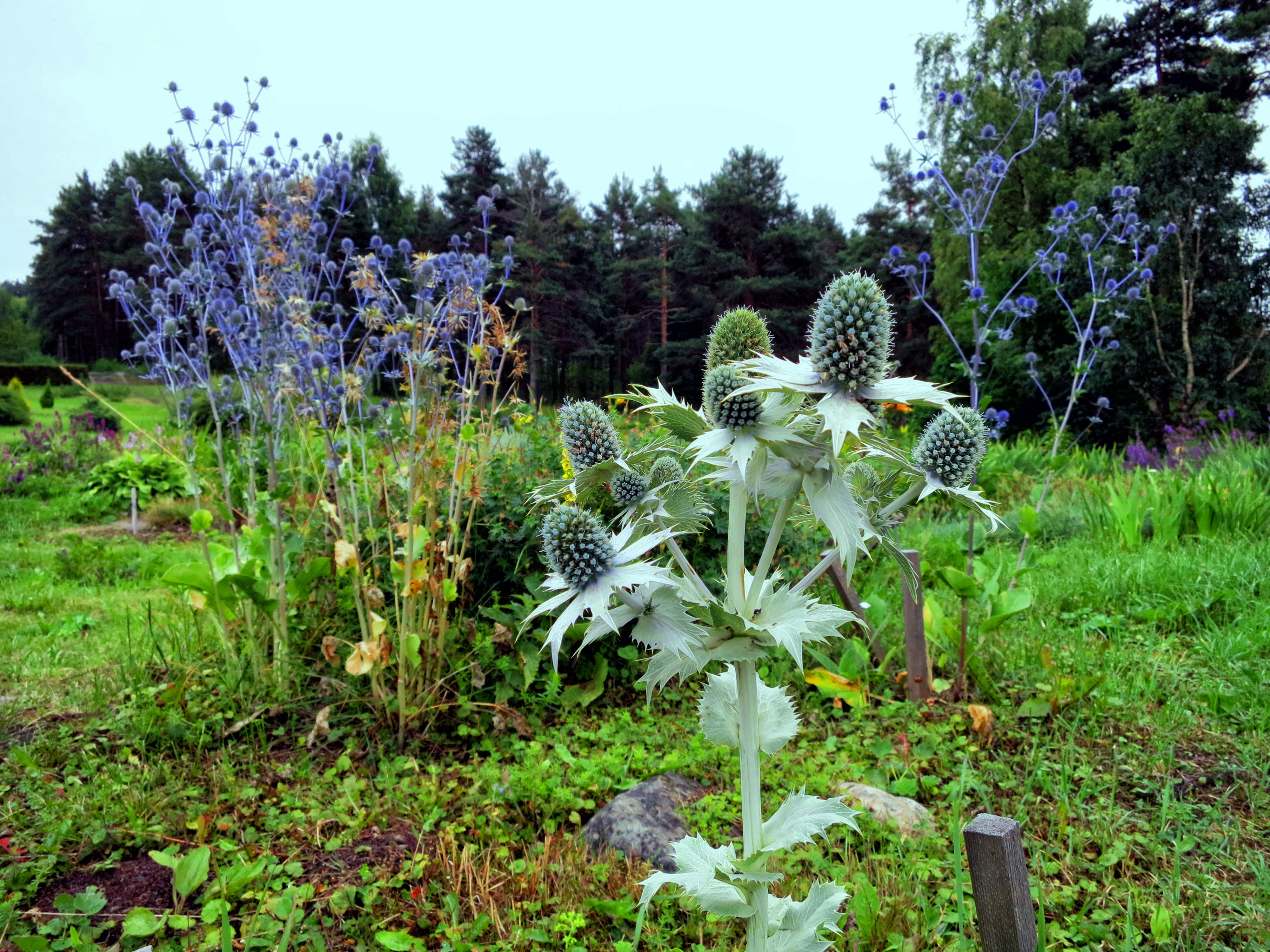

В 1993 году на пост директора ботанического сада был назначен Алексей Анатольевич Прохоров. Он застал сад в период, когда тот практически утратил свою научную и учебную функцию. В разработку новой концепции развития были положены принципы, сформулированные в «Стратегии ботанических садов по охране растений», и выделены три основных направления:
1. формирование нового облика сада;
2. сохранение биоразнообразия аборигенной флоры сада;
3. внедрение информационных технологий для ботанических садов.

Связи, установившиеся в середине 1990-х с Советом ботанических садов России (СБСР) и Международным Советом ботанических садов по охране растений (BGCI), позволили уже в 1997 году провести международное совещание «Проблемы озеленения северных городов», сессию СБСР и международную школу-семинар по компьютерным технологиям для ботанических садов.
Чтобы усовершенствовать методы ведения ботанических коллекций, в лаборатории компьютерной ботаники разработана локальная СУБД «Калипсо» и создана информационно-поисковая система, доступная через Интернет. Их относительно лёгкая доступность способствовала внедрению информационных технологий в других ботанических садах и коллекциях бывшего СССР, и в 2007 году СУБД «Калипсо» уже активно использовалась в семидесяти из них. Вскоре А. А. Прохоров был избран председателем новоорганизованной Комиссии по применению информационных технологий в ботанических садах при СБСР.
В 1996 году по инициативе заведующей кафедрой ботаники и физиологии растений ПетрГУ Е. Ф. Марковской университету был предоставлен в аренду земельный участок площадью 289 га, что увеличило общий размер территории Ботанического сада до 367 га. Бо́льшая часть является заповедной территорией, и на ней соблюдается природоохранный режим.

## Структура Ботанического сада

### Отдел флористических и фитоценологических исследований
Располагается на живописном берегу Петрозаводской губы Онежского озера и имеет площадь более 300 га. Здесь представлена одна из наиболее крупных коллекций сада, главным назначением которой является сохранение растений региональной флоры in situ. На территории ведутся научные исследования с участием специалистов эколого-биологического факультета ПетрГУ и КарНЦ РАН, включающие инвентаризацию разнообразия природных комплексов, оценку их современного состояния, выяснение истории формирования и разработку мероприятий по охране. Здесь проводятся практические занятия студентов ПетрГУ, а также других вузов России и европейских стран, экскурсии для школьников Карелии и туристов. Это — излюбленное место отдыха жителей города.
Комплекс уникальных природных объектов, представленных на заповедной территории, позволяет проследить историю формирования ландшафтов Карелии со времён протерозоя до наших дней.
Памятник природы республиканского значения «Урочище Чёртов стул» представляет собой береговые обнажения и скальные уступы с выходом вулканогенных образований суйсарского вулканического комплекса возрастом около 1 900 млн лет. В лавовых покровах и потоках сохранились уникальные текстуры, представленные шаровыми вариолитовыми и другими разновидностями. У подножия скального обнажения располагается обвал — результат сейсмической активности в послеледниковое время.
Растительный покров территории включает широкий спектр фитоценозов, как типичных, так и редких для Карелии. Наибольшую площадь (80 %) занимают леса с доминированием ели европейской (Picea abies) и сосны обыкновенной (Pinus sylvestris). К редким относятся фитоценозы с участием ольхи чёрной (Alnus glutinosa) и липы сердцевидной (Tilia cordata) — видов, находящихся на северной границе своих ареалов.
На заповедной территории произрастает 395 видов сосудистых растений, 124 вида листостебельных и 44 вида печёночных мхов, 117 видов лишайников. В составе флоры представлено 9 видов растений, занесённых в Красную книгу Карелии (2008) и 38 видов — в Красную книгу Восточной Фенноскандии (Red Data Book of East Fennoskandia, 1998).

### Коллекционные отделы

#### Арборетум
Арборетум — старейший живописный уголок ботанического сада с более чем полувековой историей. Здесь сочетаются естественный ландшафт и элементы регулярного и пейзажного стилей. Коллекция представлена 212 видами, 96 культиварами и 2 формами. Ведущие семейства: Розовые (Rosaceae) (64 вида), Сосновые (Pinaceae) (28 видов) и Ивовые (Salicaceae) (26 видов). По своему происхождению древесные растения размещаются в трёх секторах: европейском, североамериканском и азиатском.
Европейский сектор включает широкий спектр видов. Особое значение имеют широколиственные породы деревьев, находящиеся в условиях Карелии на северном пределе ареала. Интерес садоводов-любителей вызывает сирингарий. Экспозиция карельской берёзы, названной «золушкой карельского леса» за неказистую внешность, не оставляет равнодушными посетителей сада.
В американском секторе высокими адаптивными свойствами, декоративностью и целым рядом хозяйственно полезных признаков выделяется группа вечнозелёных растений бореальной зоны, представители которой гармонично вписываются в ландшафт Карелии. Среди них ель колючая (Picea pungens), пихта бальзамическая (Abies balsamea), сосна веймутова (Pinus strobus), псевдотсуга Мензиса (Pseudotsuga menziesii) и многие другие.
Азиатский сектор отличается большим количеством высокодекоративных древесных растений, хорошо зарекомендовавших себя в условиях Карелии: лиственница японская (Larix leptolepis), сосна кедровая сибирская (Pinus sibirica), кедровый стланик (Pinus pumila), пихта сибирская (Abies sibirica), ива Шверина (Salix schwerinii), берёза Эрмана (Betula ermanii). Орех маньчжурский (Juglans mandshurica), черёмуха Маака (Prunus maackii) и другие виды этого сектора могут быть широко использованы в озеленении городов Карелии.
Экспозиция хвойных экзотов располагается в партерной части сада и представлена декоративными культиварами родов Туя (Thuja), Можжевельник (Juniperus), Ель (Picea), Кипарисовик (Chamaecyparis), Сосна (Pinus), Тисс (Taxus). Коллекция насчитывает 64 таксона, которые были получены из Субтропического ботанического сада Кубани, Ботанического сада Тверского госуниверситета, Ботанического сада БИН РАН им. В. Л. Комарова и других интродукционных центров России.
Коллекция рода Ива (Salix) в настоящее время включает 30 таксонов, переданных ботаническим садом УРО РАН (Екатеринбург) и Воронежским институтом лесной генетики и селекции. Наиболее ценным материалом являются декоративные сорта-клоны селекции В. И. Шабурова и И. В. Беляевой.
Дендрарий ботанического сада имеет неповторимое экологическое значение в сохранении биоразнообразия как крупнейший интродукционный резерват Карелии — ресурсный потенциал для научных исследований, экологического образования и озеленения северных городов.

#### Коллекция многолетних травянистых растений
Коллекция включает широкий ассортимент декоративных, лекарственных, медоносных, ароматических и витаминосодержащих растений, адаптированных к условиям севера. В отделе производится испытание новых таксонов хозяйственно-полезных растений, создаются специализированные коллекции высокодекоративных видов и культиваров, проходит практика студентов биологического и медицинского факультетов ПетрГУ, подбирается ассортимент перспективных декоративных растений для озеленения городов Карелии.
В 2009 году в отделе насчитывалось 325 видов и культиваров. Здесь представлены в основном многолетние травянистые растения-интродуценты, которые характеризуются разнообразием по таксономическому, эколого-биологическому составу, географическому происхождению и хозяйственно-полезным свойствам. Наибольшим числом таксонов представлены семейства Ирисовые (Iridaceae) (9 видов, 38 культиваров), Лютиковые (Ranunculaceae) (26 видов), Яснотковые (Lamiaceae) (16 видов), Камнеломковые (Saxifragaceae) (14 видов, 22 культивара).
- В экспозиции «Солнечный сад» собрана основная часть коллекции травянистых многолетников, требовательных к условиям высокой освещённости — представители родов Ирис (Iris), Пион (Paeonia), Гвоздика (Dianthus) и многие другие.
- Экспозиция «Теневой сад» включает комплекс высокодекоративных многолетних видов и культиваров, успешное развитие которых происходит в условиях рассеянного солнечного освещения, полутени. Здесь наиболее интересны родовые комплексы функии (Funkia), астильб (Astilbe), лилейников (Hemerocallis). Значительное внимание уделяется подбору актуальных для северных садов почвопокровных и зимнезелёных растений.
- Экспозиция «Лекарственные растения» включает представителей природной флоры. Растения размещены в соответствии с проявлением тех или иных лекарственных свойств для лечения и профилактики основных групп заболеваний. Эта коллекция используется главным образом в рамках образовательных программ ПетрГУ.

#### Коллекция плодовых и ягодных растений
Основное целевое назначение отдела связано с развитием северного плодоводства и направлено на сохранение генетического потенциала, выявление, отбор и пополнение коллекций высокопродуктивными, зимостойкими и декоративными таксонами плодовых и ягодных культур.
В настоящее время в отделе представлено 155 культиваров 22 видов плодово-ягодных растений. Наибольшим количеством культиваров представлены коллекции малины (34), смородины чёрной (25), яблони (30) и крыжовника (16 видов). В начале 2000-х годов прошли интродукцию новые для Карелии виды, такие как жимолость съедобная, алыча, слива, груша, ежевика, актинидия и др.
Коллекция «Яблоневый сад» представлена на площади 1 га и насчитывает до 100 экземпляров яблони домашней (Malus domestica). Включает перспективные культивары этого вида ('Анис серый', 'Боровинка', 'Грушовка московская', 'Кальвиль белый летний', 'Папировка', 'Уэлси', 'Уральское наливное', 'Балтика', 'Мелба', 'Медуница', 'Память Воину', 'Боровинка' × 'Бабушкино', 'Боровинка' × 'Борздовское луковичное' и др.). Высокодекоративна яблоня сливолистная (Pyrus prunifolia 'Hyvingiensis') с зонтиковидной формой кроны.
Коллекция малины садовой (Rubus idaeus) отличается разнообразием таксонов по морфологическим, вкусовым признакам, урожайности, скороспелости и продолжительности созревания. Новые крупноплодные культивары малины садовой — 'Жёлтый гигант', 'Скромница', 'Метеор'.
Лианы — малораспространённая на Севере группа плодово-ягодных растений. В отделе выращиваются актинидия коломикта (Actinidia kolomikta), лимонник китайский (Schisandra chinensis), которые имеют не только пищевую ценность, но являются лекарственными и высокодекоративными растениями.
Представляют интерес южные культуры — сорт ежевики 'Agavam' и ежевично-малиновый гибрид 'Tayberry', у которых наблюдалось созревание ягод в условиях Ботанического сада ПетрГУ.
Выращивание новых нетрадиционных садовых культур, выделенных среди местной дикорастущей флоры — одно из современных направлений отечественного садоводства. В Ботаническом саду в сотрудничестве с Союзом садоводства Финляндии «Путархалийто» ведутся исследования новой садовой культуры — поляники арктической (Rubus arcticus L.). Проводились интродукционные испытания финских селекционных сортов 'Mespi' и 'Pima' и растений местных популяций.

#### Научно-производственные питомники ибанк семян
Ботанический сад ПетрГУ поддерживает отношения с 150 садами и организациями ботанического профиля по обмену семенным материалом. Ежегодно в банк семян поступает 500—900 образцов из 25—50 садов России и зарубежных стран; рассылается до 600 образцов семян растений.
Семенной и вегетативный питомники предназначены для размножения растений и пополнения коллекций Ботанического сада. Вегетативный питомник также частично работает как производственный для обеспечения населения Петрозаводска и других городов Карелии посадочным материалом.

### Информационно-аналитический центр Совета ботанических садов России
Информационно-аналитический центр Совета ботанических садов России с 1998 года занимается решением проблем сохранения и мобилизации генетических ресурсов сосудистых растений России.
Создана система регистрации ботанических коллекций «Калипсо», которая используется в ботанических садах России и ближнего зарубежья и служит основой систематизации данных национальной коллекции генетических ресурсов сосудистых растений ex situ. В 2009 году доступна версия 4.99 данной программы.
Информационно-поисковая система (ИПС) «Ботанические коллекции России и сопредельных государств» обеспечивает свободный доступ к информации о коллекциях сосудистых растений.
Информационно-аналитическая система «Ботанические коллекции России» включает сетевые и локальные средства анализа, позволяющие выявить таксономическое разнообразие и ценность отдельных коллекций, составить список потенциальных интродуцентов и сформировать стратегию развития и повышения значимости коллекций для региона и России. В результате Совет ботанических садов России имеет информационную поддержку для координации деятельности ботанических садов с целью оптимального обогащения совокупной Национальной коллекции — генетического ресурса растений России и базы исследований для широкого диапазона научных дисциплин.

### Основные публикации сотрудников Ботанического сада ПетрГУ
- A.A.Prokhorov & M.I.Nesterenko, Der Nutzen des Internet und das Informations- und Suchsystem «Botanishe sammlungen Russlands»; A.A.Prokhorov & M.I.Nesterenko, Das Datenbankmanagementsystem CALYPSO fur die Pflanzenregistrierung // Botanishe garten und Erhaltung Biologisher Vielfalt. Ein Erfahrungsaustausch. (Referate und Ergebnisse des gleichlautenden Workshops in Georgien vom 23.-28. Mai 1999) ed. M. Von den Driesh und W.Lobin (Bearb.) Bundesamt fur Naturshutz, 2001. P.75-82. P.83-92.
- A.Prokhorov, W.Andrjusenko, M. Kashtanov, E. Platonova. Computer registration of botanical collections and effective distribution of information about botanical gardens. Approach and methods of the Petrozavodsk University Botanical Garden // Preserving botanical collections for the 21st century. Proceedings of the Third International Conference on the Preservation of Botanical Collections. China science and technology press, Beijing, 2003. P. 94-108.
- Prokhorov A.A., Platonova E.A. Nature protection and plant conservation in the Botanic garden of Petrozavodsk State University, Russia // Botanic Gardens Conservation News. 1998. Vol.2. № 10. P.42-43.
- Каталог Культивируемых древесных растений России. — Сочи-Петрозаводск, 1999. 173 с. (Ред.коллегия: Арнаутов Н. Н., Бобров А. В., Карпун Ю. Н., Коробов В. И., Прохоров А. А.)
- Лантратова А. С., Еглачева А. В., Марковская Е.Ф. Древесные растения, интродуцированные в Карелии (история, современное состояние). Петрозаводск: издательство ПетрГУ, 2007. — 196 с.
- Марковская Е. Ф., Антипина Г. С., Груздева Е. А., Демидов И. Н., Заугольнова Л. Б., Красильников П. В., Куликова В. В., Куликов В. С., Лантратова А. С., Лукашов А. Д., Прохоров А.А. Экосистемные исследования на территории Ботанического сада ПетрГу // Бюллетень Главного Ботанического сада РАН. 1996. Т. 173. С.61 −71.
- Платонова Е. А. Анализ катен заповедника «Кивач»: структура, сукцессионное состояние и потенциальный состав лесной растительности // Экология. 2005. № 4. С. 252—258.
- Платонова Е. А. Распределение древесных видов в грядовом ландшафте (южная Карелия) // Экология. 2001. № 6. — С.409-415.
- Платонова Е. А. Характеристика озерной катены (южная Карелия) // Восточноевропейские леса. История в голоцене и современность. — М.: Наука, 2004. — С.347-352.
- Прохоров А. А. Обеспечение открытого доступа к информации о коллекционных фондах ботанических садов // Ботанический журнал. 2002. Т.87, № 11. — С.127-130.
- Прохоров А. А. Формирование информационного пространства ботанических садов // Информационные ресурсы России. 2002. Вып.3 (66). — С. 10-13.
- Прохоров А. А., Нестеренко М. И. Информационно-поисковая система «Ботанические коллекции России в Интернете» // Бюллетень Главного ботанического сада. 2000. Т.180. — С. 124—128.

Полный список работ, опубликованных в 1994—2005 гг., доступен на сайте Ботанического сада.

### Издания Ботанического сада
- Компакт-диск «Уникальные объекты высшей школы. Ботанические сады и дендрологические парки» — включает комплексный аналитический обзор в рамках мониторинга образовательной, научной и социальной деятельности ботанических садов вузов Федерального агентства по образованию, а также иллюстрированные материалы об их коллекциях и природно-климатических условиях. Создан по заказу Министерства образования и науки России.
- Hortus botanicus — Интернет-журнал ботанических садов. Публикует материалы, посвящённые результатам научной, образовательной и социальной деятельности ботанических садов мира.